# KLOS
KLOS est une station de radio américaine diffusant ses programmes en FM (95.5 MHz) sur Los Angeles. Son format est classic rock. 
Cette station a commencé ses émissions en 1969. Elle est spécialisée dans le rock depuis sa création. Depuis les disparitions de KMET, KNAC, puis KCBS-FM (en 2005) sur ce segment, KLOS est la seule radio de format classic rock à Los Angeles.